# Madeleine Natanson
Pour les articles homonymes, voir Lefèvre.
Madeleine Natanson (née Lefèvre), née le 6 mai 1927 à Cherbourg (Manche) et morte le 1er juin 2013 à Bois-Guillaume (Seine-Maritime), est une psychanalyste française du GIREP.
Elle est l'auteure d'ouvrages centrés principalement sur les thèmes de l’enfance, de l’adolescence et de l’éducation, parfois coécrits avec Jacques Natanson (docteur en philosophie et enseignant en sciences de l'éducation), son époux. Elle est l'une des premières à apprendre à lire et à écrire à des enfants trisomiques dans les années 1960, ce qui l'oriente ensuite vers des cures d'enfants trisomiques inspirées de la psychanalyse, qui font l'objet de sa thèse de doctorat en 1987.
Elle est la sœur du poète Daniel Lefèvre (1937-2010).

## Biographie

### Origines
Issue d’une famille ouvrière du Cotentin, Madeleine Natanson fait ses études primaires et secondaires à Cherbourg, où son père André Lefèvre est artificier à l’arsenal de Cherbourg et sa mère Esther Morin couturière. En 1943, les Allemands ayant décidé l’évacuation des personnels non indispensables, elle se réfugie avec sa mère et son frère Daniel à Fresville, petit village proche de Sainte-Mère-Église (Manche). Elle passe son baccalauréat à Coutances en 1944 (en deux temps, les copies d’examen ayant été détruites dans un bombardement allié).
Elle vit la séparation familiale et l’exode des populations normandes consécutifs au débarquement allié et à la bataille de Normandie.

### Études et engagements
Au sortir de la guerre, elle monte à Paris et s’inscrit en philosophie à la Sorbonne. Elle fréquente les milieux universitaires catholiques, notamment la Paroisse universitaire, créée en 1911 par Joseph Lotte, un proche de Charles Péguy. Elle y fait la connaissance de Jacques Natanson, jeune Juif converti au christianisme, dont la famille a été détruite par les persécutions nazies.
Parmi leurs professeurs figurent Georges Davy, auteur des Éléments de sociologie, Jean Wahl, fondateur du Collège philosophique et directeur de la Revue de métaphysique et de morale et Gaston Bachelard qui détient la chaire d'histoire et de philosophie des sciences (les enseignements de sociologie et de psychologie ne seront séparés de celui de la philosophie que plus tard).
L’action du couple naissant est inspirée par des figures comme Emmanuel Mounier, Jacques Maritain ou Teilhard de Chardin.
Dans la mouvance des chrétiens de gauche, ils se lient d’amitié avec le prêtre ouvrier et poète Albert Lohier et participent au mouvement autour de Jean Cardonnel, principal relais de la théologie de la libération en France, avant de se rapprocher, plus tardivement, du protestantisme.
Après leur mariage en 1947, Madeleine Natanson donne naissance à six enfants jusqu’à la naissance de leur dernière fille en 1963.

### De la pédagogie à la psychanalyse
Madeleine Natanson est très tôt concernée par les questions pédagogiques et se consacre à l’enseignement, puis à l’enfance handicapée. Elle exerce des responsabilités dans des établissements de prise en charge d’enfants déficients intellectuels, et se consacre à la rééducation des troubles scolaires. Elle devient psychanalyste dans les années 1970, et, aux côtés de Nicole Fabre, Jacques Launay et Marc-Alain Descamps, elle s’associe au GIREP (Groupe International du rêve-éveillé en psychanalyse), groupe de psychanalystes qui prônent la méthode du rêve-éveillé, introduite en 1925 par Robert Desoille (1890-1966).
Une des originalités de sa pratique clinique est d’appliquer le modèle psychothérapique analytique aux enfants trisomiques. Sur ce thème, elle soutient, à l'université Paris-Nanterre, sa thèse de sciences de l'éducation en 1987 : Réparation symbolique et alliance pédagogique, publiée en 1998.
Outre la pratique de la psychothérapie, elle continue à œuvrer dans le domaine du travail social. Elle milite à la Confédération syndicale des familles et au mouvement Peuple et culture. Elle contribue à la création de l’Institut régional du travail social de Rouen (Seine-Maritime), où elle exercera jusqu’à sa retraite les fonctions de directrice adjointe.
Parallèlement elle intervient pour le soutien de groupes d'enseignants (« soutien au soutien », animation de groupes Balint à l'université de Rouen) et anime des groupes de réflexion et d'analyse des pratiques dans le cadre de la prévention des conduites à risques, avec des équipes de travailleurs sociaux confrontés au handicap, à la toxicomanie, à la désinsertion.
Elle partage la responsabilité éditoriale de la revue Imaginaire et inconscient, éditée par L'Esprit du Temps et portée par le GIREP, à laquelle elle contribue jusqu’à la fin de ses jours.

## Travaux
Madeleine Natanson a écrit une dizaine de livres, dont certains en collaboration avec Jacques Natanson, Nicole Fabre et Édith Lapert, ainsi que de nombreux articles, notamment dans la revue de psychanalyse Imaginaire et inconscient, Études psychothérapiques.
Ces travaux, appuyés entre autres références sur l’œuvre de Sigmund Freud et les approches de Françoise Dolto, Donald Winnicott, Bruno Bettelheim et Didier Anzieu, sont essentiellement inspirés par sa pratique clinique et pédagogique, auprès de publics très divers.
Elle y décrit notamment son expérience des apprentissages scolaires chez les enfants trisomiques, en développant la notion d’« alliance pédagogique », qu’elle rapproche de la relation thérapeutique à l’œuvre dans la cure psychanalytique, et du concept de « réparation symbolique ». Partant de demandes familiales de rééducation et d'apprentissage de la lecture et du langage, elle développe de véritables « cures d'enfants trisomiques ». Elle pense en effet qu'une « psychotisation réactionnelle » (déjà évoquée par Maud Mannoni) se produit « dans la vie fantasmatique de l’enfant et de ses parents». La cure des enfants trisomiques renvoie aux « angoisses archaïques » et à une problématique œdipienne. Selon Madeleine Natanson, ces cures permettent aux enfants trisomiques d'accéder à l'imaginaire dans l'espace transitionnel (Winnicott) et à certaines formes de sublimation (Melanie Klein).
Sur le plan pédagogique, elle recherche la création, pour les enseignants et les travailleurs sociaux, de « lieux pour se plaindre », selon le titre d'un de ses ouvrages,. Elle « souhaite montrer comment l'écoute psychanalytique facilite l'expression de la plainte et permet une prise de distance » qui peut mener « sur cette crête où l'écoute thérapeutique soutient l'action éducative ».
Mais c’est son livre sur la permanence et les changements de la fonction des grands parents dans la famille contemporaine, Dans ma famille, je demande les grands-parents !, 1999, qui a connu le plus grand succès éditorial,.

### Livres
- Sexualité et éducation : éléments pour une éducation sexuelle, Éditions ouvrières, 1969.
- Guérir de l'école : des enfants en état d'échec, Éditions du Cerf, 1973
- L'inconscient dans l'éducation, avec Jean-Claude Filloux, Heinrich Meng et al., Éditions Privat, 1986
- Réparation symbolique et alliance pédagogique : réflexion à partir de l'écoute de jeunes trisomiques, Fleurus, 1988  (ISBN 2-215-01228-5)
- Des adolescents se disent : voyage au pays des adolescents ordinaires, De Boeck, 1998.
- Dans ma famille, je demande les grands-parents !, Fleurus, 1999

traduction italienne : Io ho bisogno dei nonni, Ma. Gi., 2002
- Des lieux pour se plaindre : une écoute psychanalytique dans la formation, Matrice, 2002
- Psychanalyse et rêve-éveillé : écouter l'image (avec Jacques Natanson), Éditions L'Harmattan, 2003
- Risquer la transmission ? (avec Jacques Natanson), Éditions Desclée de Brouwer, 2004  (ISBN 2-220-05448-9)
- Aujourd'hui les grands-parents : sur le chemin de la transmission (avec Nicole Fabre), De Boeck, 2007
- Et comment va la famille ? : petites chroniques des familles au quotidien (avec Nicole Fabre), De Boeck, 2008

### Articles
La plupart des articles de Madeleine Natanson ont été publiés par la revue Imaginaire et inconscient. On n’en trouvera ici qu’une sélection. Pour une liste plus complète, on peut se reporter au site de la bibliothèque Sigmund Freud de la Société psychanalytique de Paris.
- Autres figures de la Haute Renaissance et de la psychanalyse, regard de Freud sur le Moïse de Michel-Ange"", Imaginaire et inconscient, no 31 (2013)
- Figurabilité, Imaginaire et inconscient, no 31 (2013)
- Dis, maman pourquoi on n'est jamais demain ?, Imaginaire et inconscient, no 28 (2011), Résumé et article sur cairn.info
- Les enfances rêvées de l'enfant adopté, Imaginaire et inconscient, no 24 (2009), Résumé et article sur cairn.info
- Babel ; l'adolescent : entre fusion et solitude, Imaginaire et inconscient, no 20 (2007), Résumé et article sur cairn.info
- Entre deux : rêve éveillé au cours d'une cure, Imaginaire et inconscient, no 19 (2007), Résumé et article sur cairn.info
- Les enfants des bourreaux sont aussi des victimes, Imaginaire et inconscient, no 15 (2005), Résumé et article sur cairn.info
- Il fait moins noir quand quelqu'un parle, dans Il fait moins noir quand quelqu'un parle, Éducation et psychanalyse aujourd’hui, ouvrage collectif coordonné par Alain Picquenot, Documents, Actes et Rapports pour l’Éducation, Scéren-CRDP de Bourgogne, 2002.
- Icare, l'enfant dans l'imaginaire des origines, Imaginaire et inconscient, no 1 (2001)
- Grande est la Diane des Éphésiens, Études Psychothérapiques, no 14 (1997)
- L'école, espace de transition ou jungle sans loi ?, Études Psychothérapiques, no 9 (1994)
- Pour une histoire de la psychanalyse d'enfants : enjeux théoriques et cliniques., (VIIIe journées scientifiques de l'AIHP, 1993), Études Psychothérapiques, no 9 (1994)
- Deux imaginaires pour une cure. avec Nicole Fabre, Études Psychothérapiques, no 7 (1993)
- Un écran pour l'autre scène. Études Psychothérapiques, no 3 (1991)
- Écho...graphie d'un Centre maternel. Échos d'une équipe éducative. Études Psychothérapiques, no 1 nlle série (1990)

### Filmographie
- Icare, l'enfant dans l'imaginaire des origines, Institut régional de l'image et du son, Rouen, 1988.
- Overdose de silence, entretien avec des adolescents, Institut régional de l'image et du son, Rouen, 1992.

### Discographie
- Parents, vous devez la vérité à vos enfants, : témoignage sur l'éducation sexuelle, Texte de Madeleine Natanson et Jacques J. Natanson. Sonate concertante de Max Pinchard, Poèmes de Victor Hugo, Heinrich Heine, Daniel Lefèvre, et des extraits du Cantique des Cantiques, dits par Pierre Garin, France, DMO, 33 t., 1967.

### Radio
- Une émission de RCF Le temps des grands-parents, rediffusée quelques jours après son décès : .